# Joseph Murray (boxeador)
Joseph Murray –conocido como Joe Murray– (Mánchester, 3 de enero de 1987) es un deportista británico que compitió por Inglaterra en boxeo. Ganó una medalla de bronce en el Campeonato Mundial de Boxeo Aficionado de 2007, en el peso gallo.
En marzo de 2009 disputó su primera pelea como profesional. En su carrera profesional tuvo en total 26 combates, con un registro de 23 victorias y 3 derrotas.

## Palmarés internacional
| Representando a Inglaterra |                          |                   |           |
| Campeonato Mundial         |                          |                   |           |
| Año                        | Lugar                    | Medalla           | Categoría |
| 2007                       | Chicago (Estados Unidos) | Medalla de bronce | 54 kg     |